# Institutet för tillväxtpolitiska studier
Institutet för tillväxtpolitiska studier (ITPS) var en svensk statlig förvaltningsmyndighet med uppdrag att ta fram kunskapsunderlag inom tillväxtpolitiken. Verksamheten omfattade bland annat analyser av ekonomisk utveckling till stöd för regional tillväxtpolitik samt att ta fram statistik. Institutets huvudkontor låg i Östersund.
ITPS grundades 1 januari 2001, då myndigheten tog över verksamheten hos dåvarande Statens institut för regionalforskning (SIR) och Sveriges tekniska attachéer (Statt) samt en del av Närings- och teknikutvecklingsverket (Nutek).
Institutet avvecklades den 31 mars 2009 tillsammans med Glesbygdsverket och Nutek.
Den verksamhet som bedrevs vid dessa myndigheter övergick, tillsammans med verksamheten avseende kommersiell service hos Konsumentverket, till Tillväxtverket samt Myndigheten för tillväxtpolitiska utvärderingar och analyser.

## Generaldirektörer
- Sture Öberg 2001–2007
- Brita Saxton 2007–2009